# Samuel M. Shortridge
Samuel Morgan Shortridge (ur. 3 sierpnia 1861 w Mount Pleasant, zm. 15 stycznia 1952 w Atherton) – amerykański polityk, członek Partii Republikańskiej.

## Działalność polityczna
W okresie od 4 marca 1921 do 3 marca 1933 był senatorem Stanów Zjednoczonych z Kalifornii (3. Klasa).